# Zonza

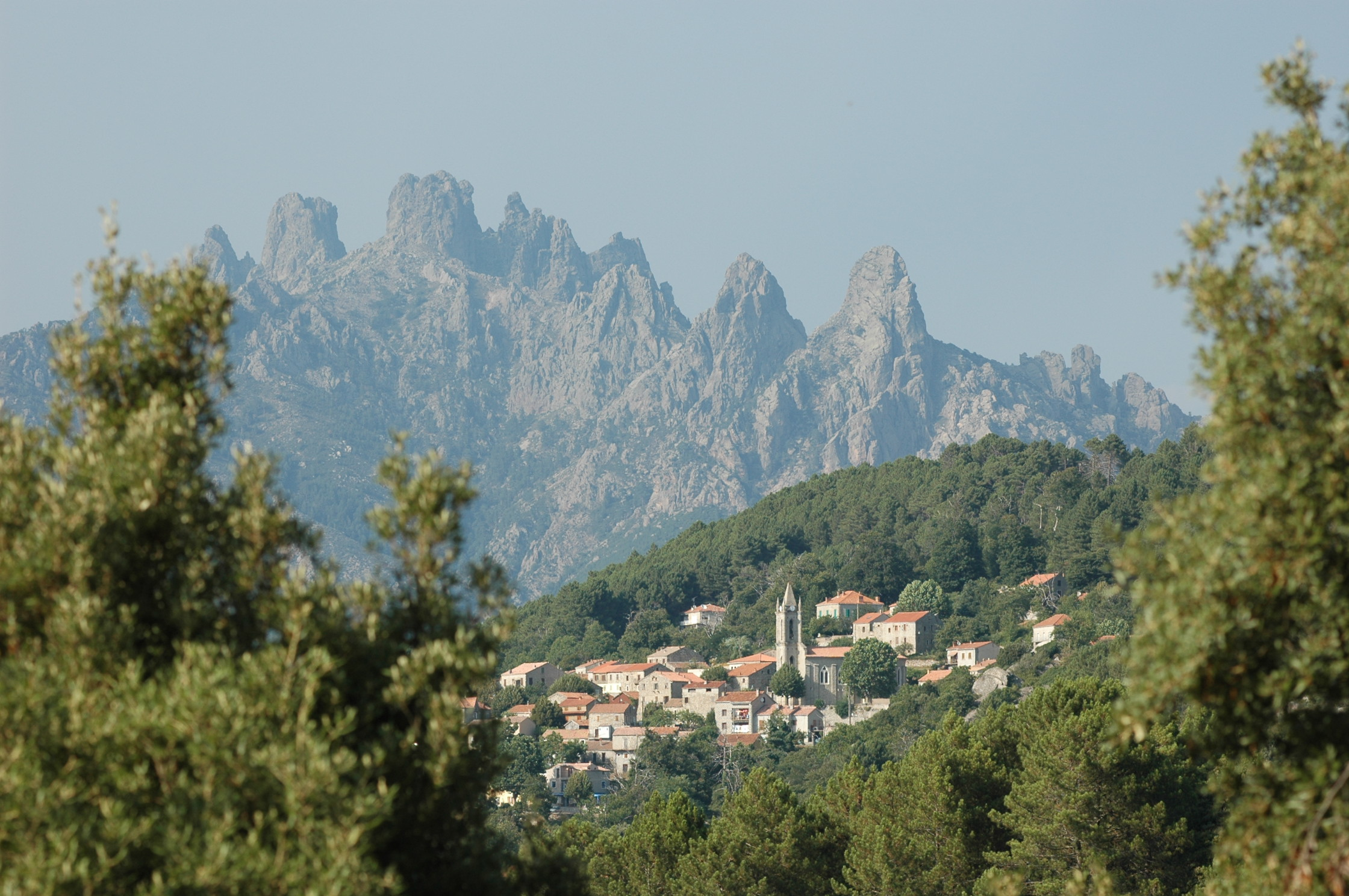
Iglicowe pasmo górskie w najbliższych okolicach Zonzy

Zonza – miejscowość i gmina we Francji, w regionie Korsyka, w departamencie Korsyka Południowa. Wioska jest typową miejscowością wnętrza Korsyki, położoną na łagodnym stoku górskim z atrakcyjnym widokiem na skaliste formacje wysokogórskie.
Według danych na rok 1990 gminę zamieszkiwało 1600 osób, a gęstość zaludnienia wynosiła 12 osób/km².